# Владимир Назор
Владимир Назор (Vladimir Nazor; 30 травня 1876, Постира, Брач, тепер Хорватія — 19 червня 1949, Загреб, Югославія, тепер Хорватія) — хорватський поет і письменник, державний і громадський діяч.

## З біографії та творчості
Владимир Назор народився 30 травня 1876 року в містечку Постира на острові Брачі (тепер Хорватія).
Навчався у Грацькому та Загребському університетах.
У 1898—31 роках вчителював.
Під час ІІ Світової війни 30 грудня 1941 року Назор став членом Хорватської академії наук і мистецтв згідно з урядовим декретом, але у 1942 році втік із Загреба разом із поетом Іваном Гораном Ковачичем у човні річкою Купа — ця втеча відображена у його поемі «Човен на Купі» (Čamac na Kupi) — та долучився до югославських партизанів. Владимир Назор — активний учасник народно-визвольної війни народів Югославії 1941—45 років, з 1943 року — голова Земельного (Крайового) антифашистського віча народного визволення Хорватії, з 1945 року — голова Президії Народного Сабору Хорватії.
У поетичних збірках «Слов'янські легенди» (Slavenske legende, 1900), «Живана» (Živana, 1902), «Хорватські королі» (Hrvatski kraljevi, 1912), «Нові пісні» (Nove pjesme, 1912), поемі «Ведмідь Буркун» (Medvjed Brundo, 1915), збірці «Істрійські оповідання» (Istarske priče, 1913) Назор, використовуючи образність та символіку давньослов'янської історії, міфології, стверджував велич слов'янства.
До прозових творів Назора належать спогади «Оповідання з дитинства» (Priče iz djetinjstva, 1924), збірка «Оповідання з острова, з міста і з гір» (Priče s ostrva, iz grada i sa planine, 1927).
Антифашистській боротьбі присвячено історико-алегоричний роман «Пастор Лода» (Pastir Loda, 1938—46), повість «Партизанка Мара» (Partizanka Mara, 1946), щоденник «З партизанами» (S partizanima, 1945).
В цілому творчість Назора, що охоплює значний у часі період 1-ї половини XX століття і складається з понад 500 поезій, належить до визначних явищ хорватської літератури — стилістика письменника варіювала від романтизму, авангарду і модерну до соцреалізму.

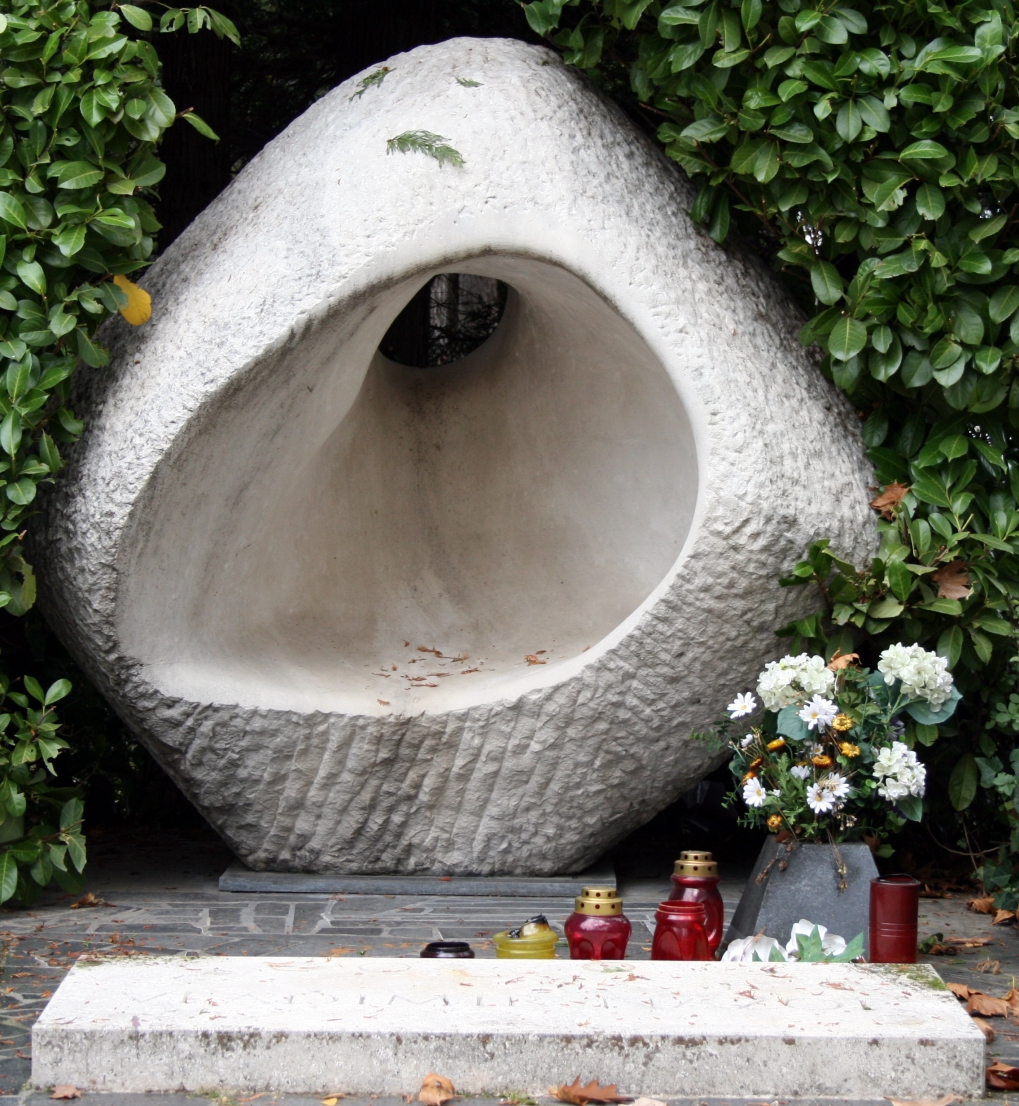
Могила письменника

Владимир Назор розмовляв декількома мовами і перекладав з італійської, німецької, французької, англійської мов («Божественна Комедія» Данте, Гете, Гюго, Шекспір тощо).
Письменник помер 19 червня 1949 року в Загребі, похований на Мирогої. Від 1959 року найвища державна митецька премія у Хорватії називається на честь Владимира Назора.
Владимир Назор у своїй творчості активно використовував фольклор, у тому числі український (новела «Бошкарина», 1910). У ряді публіцистичних творів звернувся до давньої історії Києва. Письменник спілкувався зі своїм українським колегою Максимом Рильським. Окремі вірші Назора українською переклали О. Новицький, П. Усенко, А. Лисенко. Українські переклади — [Вірші] («Літературна Україна» за 1 червня 1976 року).
Твори Назора також активно перекладалися угорською, італійською, російською мовами.

## Виноски
1. ↑  Bibliothèque nationale de France BNF: платформа відкритих даних — 2011.
2. ↑  CONOR.Sl
3. ↑  Tko je tko u NDH, «Vladimir Nazor». Minerva. Zagreb, 1997
4. ↑  Vladimir Nazor at Gradska Groblje. Архів оригіналу за 18 липня 2011. Процитовано 23 червня 2011.
5. ↑  Назор Владимир // Українська літературна енциклопедія : В 5 т. / редкол.: І. О. Дзеверін (відповід. ред.) та ін. — К. : Голов. ред. УРЕ ім. М. П. Бажана, 1995. — Т. 3 : К–Н. — С. 450

## Джерело, посилання та література
- Пащенко Є. М. Назор Владимир // Українська літературна енциклопедія : В 5 т. / редкол.: І. О. Дзеверін (відповід. ред.) та ін. — К. : Голов. ред. УРЕ ім. М. П. Бажана, 1995. — Т. 3 : К–Н. — С. 450.
- Рильський М. Вечірні розмови, К., 1962.
- Вервес Г. Д. М. Рильський в колі слов'янських поетів., К., 1972.
- Пащенко Е. Н. В. Назор и фольклоризм в хорватской литературе, К., 1983. (рос.)
- Перелік творів В. Назора у Хорватській Вікіпедії